# Monte Hacho
Der Monte Hacho (in der Antike altgriechisch Ἀβίλη στήλη Abile stele, lateinisch Abila Mons) ist ein 204 Meter hoher Berg, welcher die spanische Stadt Ceuta an der afrikanischen Nordküste überragt. Der Monte Hacho liegt auf einer Halbinsel, der Península de Almina, an der Straße von Gibraltar gegenüber Gibraltar und wird manchmal als die südliche der beiden Säulen des Herakles bezeichnet, wobei die meisten Quellen hierfür den Dschebel Musa nennen.
Auf dem Gipfel des Monte Hacho befindet sich ein Fort, die Fortaleza de Hacho, welches ursprünglich von den Byzantinern errichtet und später von den Marokkanern, Portugiesen und Spaniern erweitert wurde. Heute wird es von der spanischen Armee benutzt. Am Monte Hacho befinden sich außerdem das Kloster Ermita de San Antonio und ein Denkmal des spanischen Diktators Francisco Franco.